# Saint-Bonnet-Avalouze
Saint-Bonnet-Avalouze är en kommun i departementet Corrèze i regionen Nouvelle-Aquitaine i de centrala delarna av Frankrike. Kommunen ligger  i kantonen Tulle-Campagne-Sud som tillhör arrondissementet Tulle. År 2018 hade Saint-Bonnet-Avalouze 210 invånare.

## Befolkningsutveckling
Antalet invånare i kommunen Saint-Bonnet-Avalouze
Referens:INSEE